# Komsomolskaïa (métro de Moscou, ligne Sokolnitcheskaïa)
Pour les articles homonymes, voir Komsomolskaïa (métro de Moscou).
Komsomolskaïa (en russe : Комсомо́льская et en anglais : Komsomolskaya) est une station de la ligne Sokolnitcheskaïa (ligne 1 rouge) du métro de Moscou, située, sous la place Komsomolskaïa, sur le territoire de l'arrondissement Krasnosselski dans le district administratif central de Moscou. Elle dessert notamment les gares de Léningrad, de Iaroslavl et de Kazan.
Elle est mise en service en 1935 lors de l'ouverture de la première ligne du métro de Moscou.
La station est ouverte tous les jours aux heures de circulation du métro.

## Situation sur le réseau
Établie en souterrain, à 8 mètres sous le niveau du sol, la station Komsomolskaïa est située au point 31+24,75 de la ligne Sokolnitcheskaïa (ligne 1 rouge), entre les stations Krasnoselskaïa (en direction de Boulvar Rokossovskogo) et Krasnye Vorota (en direction de Salarievo).
Avant la station il existe une jonction des deux tunnels et un embranchement vers un dépôt.

## Histoire
La station Komsomolskaïa est mise en service le 15 mai 1935, lors de l'ouverture à l'exploitation de la première ligne du métro entre les stations Sokolniki et Park koultoury.
Elle a été construite selon la méthode du « cut-and-cover ». Les travaux débutent le 3 mai 1933. Des ponts temporaires furent mis en place au-dessus du chantier pour éviter de perturber le trafic en surface, notamment les nombreuses lignes du tramway dans cette zone. De lourdes pluies lors de l'été 1934 mirent en danger le chantier à plusieurs reprises, et le danger d'écroulement toucha même le terminal ferroviaire Kazanski. Néanmoins, la structure bétonnée de la station est terminée le 26 août. Du fait de sa situation sous un lieu de transit humain intense, elle est construite avec une inhabituelle galerie au-dessus de la plate-forme afin de gérer les foules de l'heure de pointe. Elle comporte de grands piliers de chaux rosâtre, surmontés de gravures en bronze figurant l'emblème de la ligue du Komsomol. Elle est due à l'architecte Dmitri Tchetchouline, et un modèle fut présenté à l'Exposition universelle de Paris en 1937. Elle est dénommée en référence aux travailleurs de la ligue de la jeunesse du Komsomol, qui aidèrent à la construction de la première ligne de métro. Un panneau de  majolique représentant les jeunes constructeurs du métro, œuvre d'Eugène Lanceray, décore le mur de la station. Les ingénieurs l'avaient baptisée les Portes de Moscou parce que les voyageurs débarquant sur la place des Trois-Gares (Kazan, Leningrad et Iaroslavl) s'y engouffraient pour rejoindre le centre.

Architecture et décoration
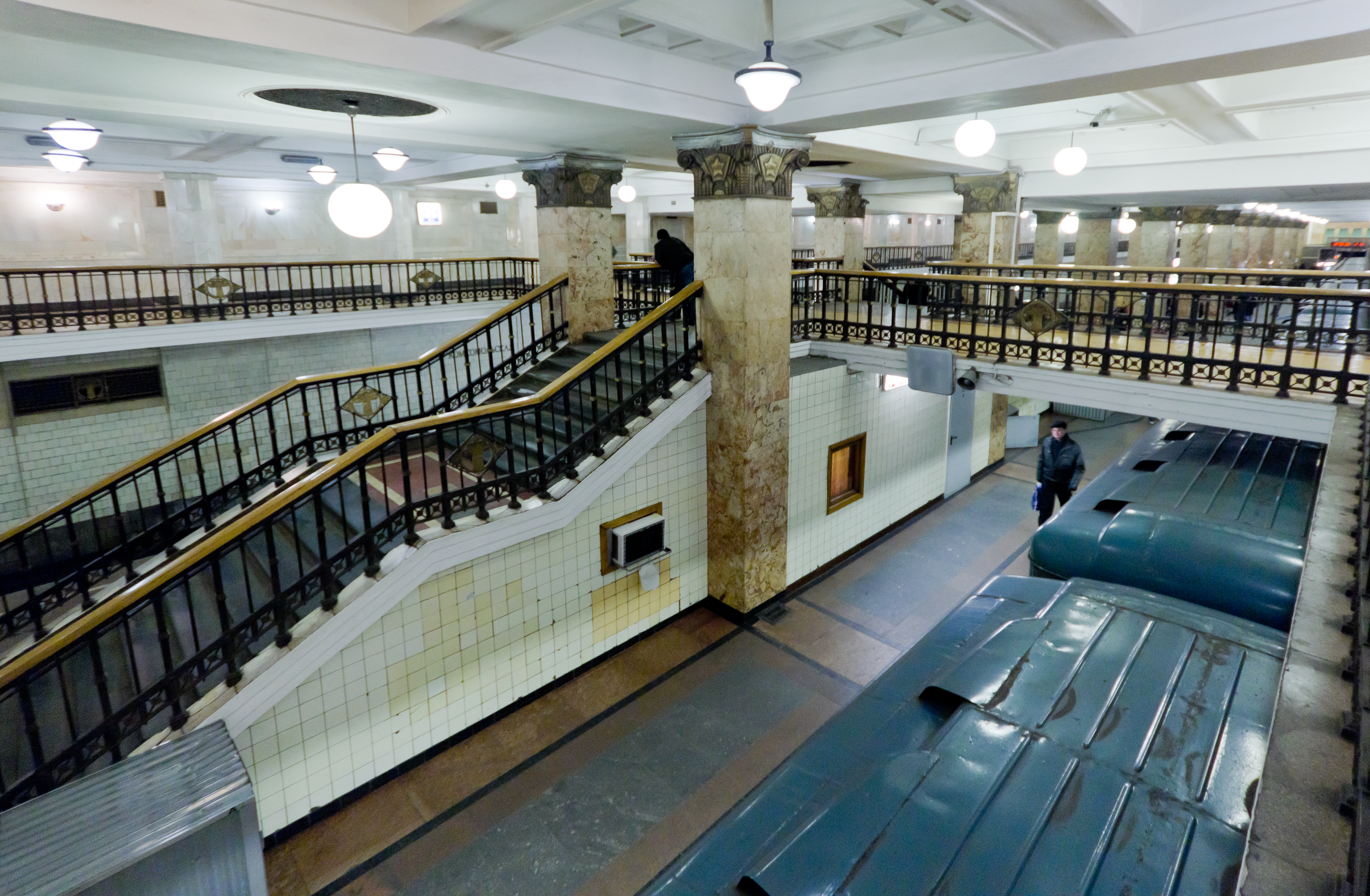
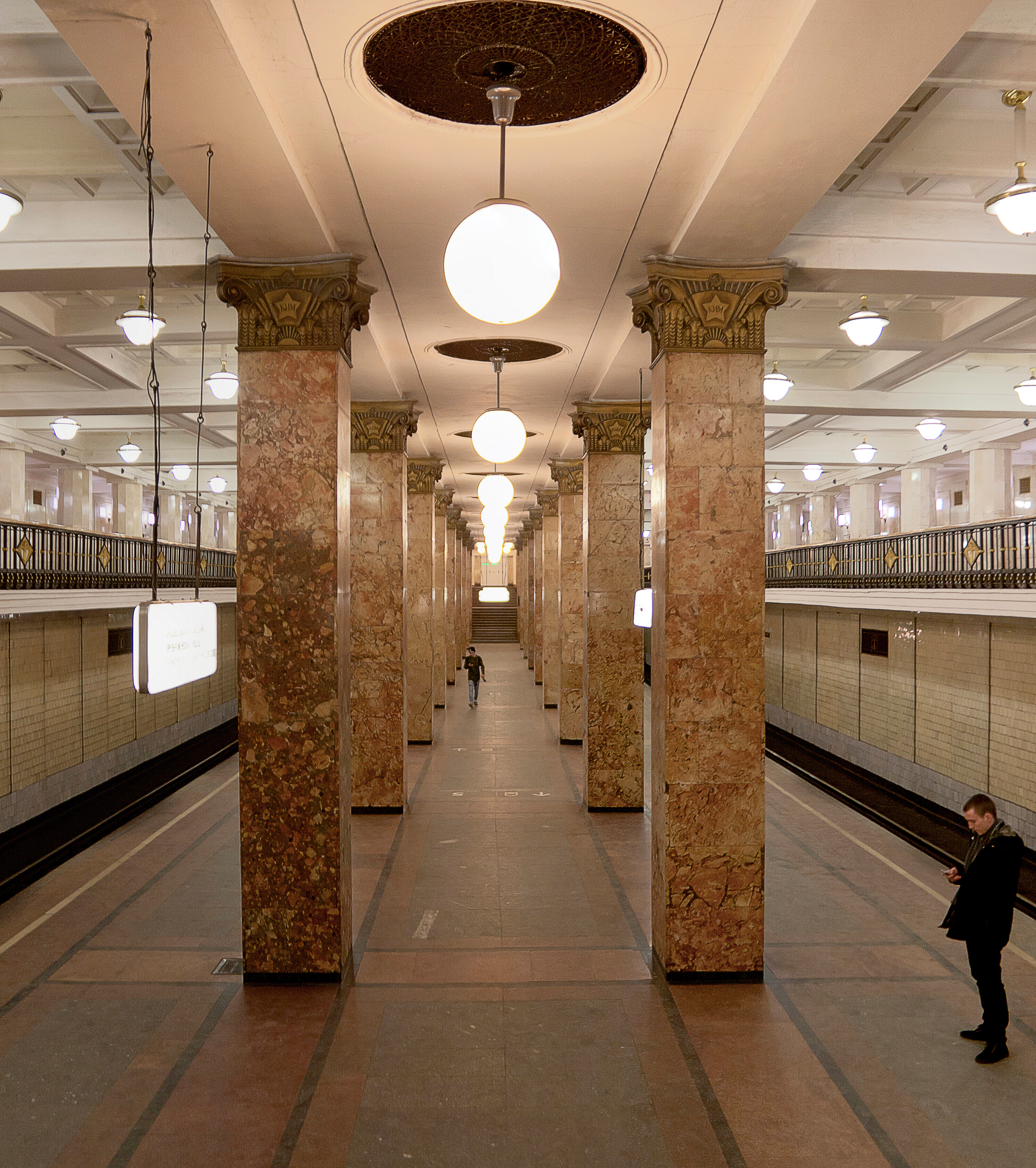
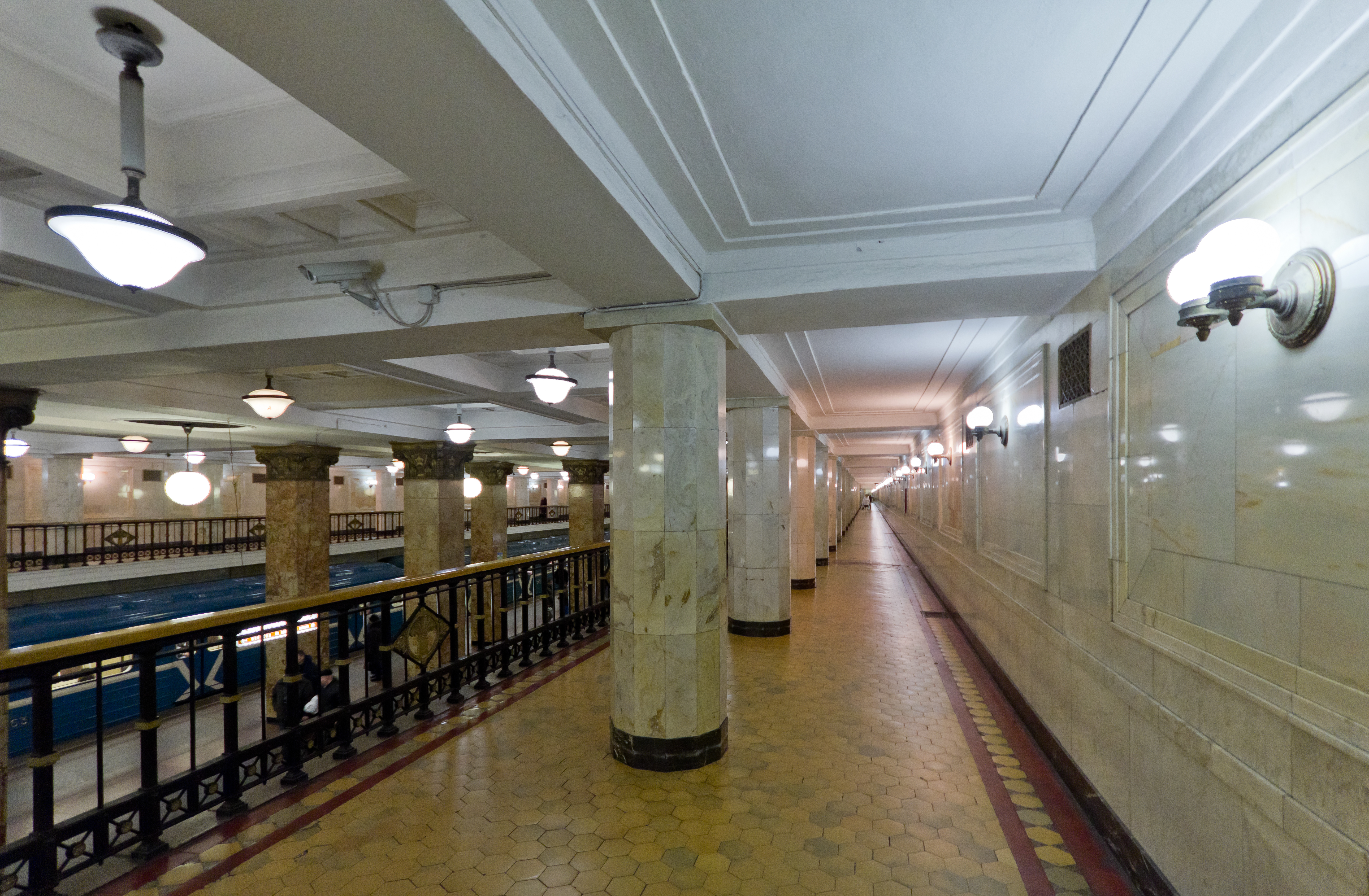

L'entrée sud de la station se trouve à l'intérieur de la gare Kazanski. L'entrée nord est sur le côté opposé de la place, entre les gares Leningradski et Yaroslavski. Cette dernière ne se maintint pas dans sa forme originale et fut remplacée en 1952 par une structure massive desservant à la fois cette station et Komsomolskaïa-Koltsevaïa.
Entre Komsomolskaïa et Krasnoselskaïa existe une courte branche menant au dépôt Severnoe (littéralement « du nord », no 1). Le 15 octobre 1934, un métro quitta ce dépôt pour le premier test de la nouvelle ligne.

## Services aux voyageurs

### Intermodalité
Il est possible depuis cette station de prendre la ligne Koltsevaïa à Komsomolskaïa-Koltsevaïa.